# Claudia Cormann
Claudia Cormann (* 17. Februar 1963 in Würselen) ist eine deutsche Politikerin (FDP) und Journalistin. Von April 2021 bis Juni 2022 war sie Mitglied des Landtages von Nordrhein-Westfalen.

## Leben
Claudia Cormann machte ihr Abitur am Gymnasium der Stadt Würselen, studierte anschließend Politikwissenschaft an der RWTH Aachen und schloss mit dem Magister ab. Zudem absolvierte sie eine Journalistenausbildung an der Rundfunkjournalistenschule „Akademie für neue Medien“ in Kulmbach. Sie arbeitete ab 1990 für verschiedene Radio-  und TV-Sender wie Radio NRW, SAT1 und tele 5 als Moderatorin, Redakteurin und Reporterin. Seit 1996 ist sie beim WDR und der ARD als festangestellte Redakteurin tätig, unter anderem für die Lokalzeit aus Aachen, Hart aber fair, Monitor und Dellings Woche. Seit 2009 arbeitet sie – mit Ausnahme ihrer Zeit als Abgeordnete im Landtag – für das ARD-Morgenmagazin.
Claudia Cormann hat zwei Kinder und lebt in Aachen. Sie ist liiert mit dem Münsteraner Regierungspräsidenten Andreas Bothe.

## Politik
Cormann war von 1990 bis 1995 sowie ab 2008 CDU-Mitglied und von 2009 bis 2011 stellvertretende Kreisvorsitzende der Aachener CDU. Seit 2011 ist sie Mitglied des Städteregionstages der Städteregion Aachen.  Im März 2016 trat sie aus der CDU aus und wechselte zur FDP.
Bei der Landtagswahl 2017 kandidierte sie im Wahlkreis Aachen I und erhielt 8,9 Prozent der Erststimmen. Cormanns 32. Platz auf der Landesliste reichte zunächst nicht für den Einzug, sie rückte jedoch am 15. April 2021 für den ausgeschiedenen Abgeordneten Bodo Middeldorf in den Landtag nach. Sie war dort Mitglied des Ausschusses für Kultur und Medien sowie Sprecherin der FDP-Fraktion in der Enquetekommission „Einsamkeit“. Nach der Landtagswahl 2022 schied sie aus dem Landtag aus.